# میخاو رولنیتسکی
میخاو رولنیتسکی (لهستانی: Michał Rolnicki؛ زادهٔ ۱۹ مه ۱۹۸۱) بازیگر اهل لهستان است.
از فیلم‌ها یا مجموعه‌های تلویزیونی که وی در آن‌ها نقش داشته‌است، می‌توان به یک‌راست به دل، جاسوس، فردا به سینما می‌رویم، خودِ زندگی، قانون حقیقی، ع چون عشق، در خوشی و سختی، رنگ‌های خوشبختی، دوستان، هتل ۵۲، ۳۹ و نیم، پدر متیو، دوران افتخار، مادران، طایفه و اتاق خودکشی اشاره نمود.